# Новинка (Коськовское сельское поселение)
Новинка — деревня в Коськовском сельском поселении Тихвинского района Ленинградской области.

## История
Деревня Новинка упоминается на «Специальной карте западной части России» Ф. Ф. Шуберта 1844 года.

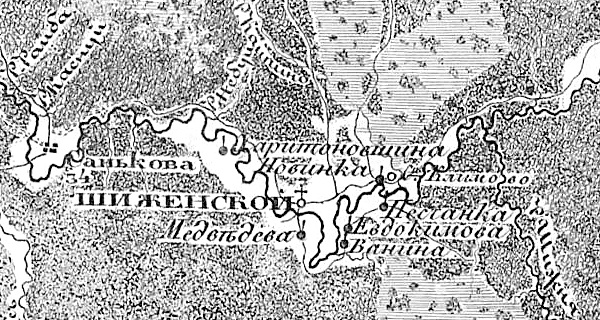
Деревня Новинка на семитопографической карте Новгородской губернии 1847 года

НОВИНКА — деревня Новинского общества, прихода Шиженского погоста. Река Шижна. 

Крестьянских дворов — 20. Строений — 39, в том числе жилых — 30. 

Число жителей по семейным спискам 1879 г.: 58 м. п., 60 ж. п.; по приходским сведениям 1879 г.: 61 м. п., 57 ж. п.

В конце XIX — начале XX века деревня административно относилась к Саньковской волости 1-го земского участка 2-го стана Тихвинского уезда Новгородской губернии.

НОВИНКА — деревня Новинского общества, дворов — 24, жилых домов — 24, число жителей: 72 м. п., 33 ж. п.
 
Занятия жителей — земледелие, лесные заработки. Река Шижна. Часовня, смежна с деревней Климово. (1910 год)

С 1917 по 1918 год деревня Новинка входила в состав Саньковской волости Тихвинского уезда Новгородской губернии. 
С 1918 года в составе Череповецкой губернии.
С 1924 года в составе Прогальской волости.
С 1927 года в составе Шиженского сельсовета Тихвинского района.
В 1928 году население деревни Новинка составляло 178 человек.
Согласно карте Ленинградской области Северо-западного аэрогеодезического треста ГГУ издания 1932 года деревня насчитывала 22 крестьянских двора.
По данным 1933 года деревня Новинка входила в состав Шиженского сельсовета.
В 1958 году население деревни Новинка составляло 100 человек.
По данным 1966, 1973 и 1990 годов деревня Новинка также входила в состав Шиженского сельсовета.
В 1997 году в деревне Новинка Шиженской волости проживали 14 человек, в 2002 году — 13 человек (все русские).
В 2007 году в деревне Новинка Коськовского СП проживали 11 человек, в 2010 году — 7.

## География
Деревня расположена в северо-западной части района к востоку от автодороги 41К-886 (Коськово — Исаково).
Расстояние до административного центра поселения — 15 км.
Расстояние до ближайшей железнодорожной станции Тихвин — 66 км.
Деревня находится на правом берегу реки Шижня.

## Демография
| 2007 | 2010 | 2017 |
| ---- | ---- | ---- |
| 11   | ↘7   | ↗20  |

### Национальный состав
Согласно данным Всероссийской переписи населения 2021 года в деревне проживали 22 человека, все русские.